# Canales-La Magdalena
Canales es una entidad local menor de la Provincia de León, perteneciente al ayuntamiento de Soto y Amío (en la comunidad autónoma de Castilla y León, España) formada por los núcleos de Canales y La Magdalena (La Madalena en leonés).

## Contexto geográfico
Por su izquierda corre el Luna, y por la derecha a reunirse con él, las aguas que bajan de Quintanilla y de Bobia. El terreno lo fertilizan las aguas del Luna que también movieron las ruedas de ocho molinos harineros.

## Clima
| Parámetros climáticos promedio de La Magdalena                                                                                    | Parámetros climáticos promedio de La Magdalena | Parámetros climáticos promedio de La Magdalena | Parámetros climáticos promedio de La Magdalena | Parámetros climáticos promedio de La Magdalena | Parámetros climáticos promedio de La Magdalena | Parámetros climáticos promedio de La Magdalena | Parámetros climáticos promedio de La Magdalena | Parámetros climáticos promedio de La Magdalena | Parámetros climáticos promedio de La Magdalena | Parámetros climáticos promedio de La Magdalena | Parámetros climáticos promedio de La Magdalena | Parámetros climáticos promedio de La Magdalena | Parámetros climáticos promedio de La Magdalena |
| Mes | Ene.                                           | Feb.                                           | Mar.                                           | Abr.                                           | May.                                           | Jun.                                           | Jul.                                           | Ago.                                           | Sep.                                           | Oct.                                           | Nov.                                           | Dic.                                           | Anual                                          |
| --- | ---------------------------------------------- | ---------------------------------------------- | ---------------------------------------------- | ---------------------------------------------- | ---------------------------------------------- | ---------------------------------------------- | ---------------------------------------------- | ---------------------------------------------- | ---------------------------------------------- | ---------------------------------------------- | ---------------------------------------------- | ---------------------------------------------- | ---------------------------------------------- |
| Temp. media (°C) | 1.6                                            | 2.8                                            | 5.4                                            | 7                                              | 10.2                                           | 14.5                                           | 17.5                                           | 17.2                                           | 14.3                                           | 9.6                                            | 5                                              | 2.5                                            | 9                                              |
| Precipitación total (mm) | 82.9                                           | 67.8                                           | 50.5                                           | 57.4                                           | 63.2                                           | 43.6                                           | 22                                             | 24                                             | 43.2                                           | 77.3                                           | 83.2                                           | 78.2                                           | 693.3                                          |
| Fuente: Ministerio de Agricultura, Alimentación y Medio Ambiente. Datos de precipitación (1961-2003) y de temperatura (1961-2003) |                                                |                                                |                                                |                                                |                                                |                                                |                                                |                                                |                                                |                                                |                                                |                                                |                                                |

## Barrios
Tiene por barrios, los llamados: el de Arriba, el de Abajo, Somata, Valdoreo , la Romería y el Cantíco
En la parte opuesta al río, pasando un puente, está la Magdalena, barrio más poblado que surgió del crecimiento del pueblo en la época de mayor auge de las minas de carbón, aunque ya existían de antiguo algunas casas y una ermita dedicada a Santa María Magdalena, de la que se celebra el 22 de julio de cada año su festividad. Antiguamente se celebraba una romería de bastante concurso.
La Magdalena, a pesar de haber surgido del crecimiento de Canales, tiene un sentimiendo identitario que hace que sus gentes se sientan pertenecientes única y exclusivamente al pueblo de La Magdalena. El hecho de que en el nomenclátor oficial figure como Canales-La Magdalena demuestra la existencia de dos identidades.

## Equipamientos
Tiene un colegio público de enseñanza primaria y un centro de salud para la comarca. Tiene dos iglesias parroquiales: San Adriano, en Canales, y Santa María Magdalena, en La Magdalena.

## Límites
Linda al norte con Vega de Caballeros y con Garaño, al sur con Selga de Ordás, al este con Otero de las Dueñas, y al oeste con Quintanilla.

## Economía local
Produce granos, garbanzos, pan casero, legumbres y lino, cría ganado vacuno, lanar, cabrio y yeguar. Caza de perdices y pesca de trucha. Tuvo industria de fabricación de paños y lienzos ordinarios, y minas de hulla que alimentaron las fraguas situadas a un radio de seis leguas. Villa que perteneció al Conde Luna.